# 高皇镇
高皇镇，是中华人民共和国安徽省淮南市潘集区下辖的一个乡镇级行政单位。

## 行政区划
高皇镇下辖以下地区：
前圩社区、高皇村、顺河村、朱岗村、后集村、民主村、大集村、龙窝村、孙岗村、曹尹村、老圩村、苏咀村、巷东村、段岗村、胜利村、赵岗村、洼西村、淮上村、安台村、段湾村、光明村、闸口村、张岗村、胡集村和老胡村。